# St. Paul, Ferndorf
St. Paul je naselje v Občini Ferndorf v Okraju Beljak-dežela na Koroškem v Avstriji.